# Accident nucléaire de Chalk River
L'accident nucléaire de Chalk River est un accident nucléaire de niveau 5 sur l'échelle INES qui s'est déroulé le 12 décembre 1952 dans les laboratoires nucléaires de Chalk River, au Canada (province de l'Ontario) sur le réacteur NRX.

## Contexte
Le centre de Chalk River exploite officiellement un réacteur de recherche avec des visées pacifiques, mais produit secrètement de l'uranium et du plutonium à des fins militaires.
Douze barres de contrôle permettent de diminuer l'activité radioactive : si elles sortent du cœur du réacteur, l'activité augmente, si elles y rentrent l'activité diminue. Parmi les boutons de contrôle, on note quatre boutons importants : le bouton 1 fait sortir quatre barres de contrôle du réacteur, le bouton 2 fait sortir les huit autres, le bouton 3 augmente le courant électromagnétique qui maintient les barres, alors que le bouton 4 pousse les douze barres de contrôle dans le réacteur à l'aide d'air comprimé, ce qui arrête la fission.

## Accident
Le 12 décembre 1952 vers 15 heures une expérience doit avoir lieu et le flux d'eau de refroidissement est diminué. Lors de manœuvres de routine, un opérateur fait sortir par erreur trois barres de contrôle du cœur du réacteur. Un superviseur replace correctement l'une des barres, mais les deux autres ne sont pas descendues suffisamment.
Afin de s'assurer que les barres sont bien en place, le superviseur appelle son assistant et lui demande par erreur d'appuyer sur les boutons 1 et 4 au lieu des boutons 3 et 4. Sept barres de contrôle sur les douze sont sorties et la puissance double toutes les deux secondes. L'assistant ne parvient à réinsérer qu'une seule des barres, après une minute et demie. L'eau de refroidissement se met à bouillir et l'uranium fond. Le personnel vide l'eau lourde dans un réservoir, ce qui fait cesser la fission. La perte de contrôle a duré 62 secondes.
Une explosion a lieu lors du contact entre l'hydrogène produit dans le cœur et l'air, le réacteur n'est plus étanche et libère des éléments radioactifs dans l'eau et dans l'air.

## Conséquences
Le nettoyage dure plusieurs mois et le NRX est de nouveau en service dans les deux ans. Parmi les personnes qui participent au nettoyage, le futur président des États-Unis Jimmy Carter.